# كاسبر وينثر
كاسبر وينثر (بالدنماركية: Casper Winther)‏ هو لاعب كرة قدم دنماركي، ولد في 11 فبراير 2003.

## وصلات خارجية
- كاسبر وينثر على موقع قاعدة بيانات كرة القدم.إي يو (الإنجليزية)
- كاسبر وينثر على موقع Soccerway.com (الإنجليزية)